# Ett annat Israel
Ett annat Israel : min resa över den judisk-arabiska gränsen (originalets titel: The Other Side of Israel: My Journey Across the Jewish/Arab Divide är en uppmärksammad, Israelkritisk bok av Susan Nathan. 
Författaren, som själv är jude och uppväxt i Sydafrika, upplevde apartheiden där och protesterade mot den genom att ligga med en svart man. Hon flyttade sedan till England på grund av giftermål. Efter att ha skilt sig så utnyttjade hon sin rätt som jude att flytta till Israel, men efter några år där bestämde sig Susan Nathan för att flytta till en palestinsk by. Hon får nu uppleva hur palestinierna diskrimineras systematiskt och hur diskrimineringen har stöd i den israeliska lagstiftningen.
Boken är hittills översatt till nio olika språk.